# Mihran Dżaburian
Mihran Dżaburian (orm. Միհրան Ջաբուրյան; ur. 16 listopada 1984) – ormiański zapaśnik walczący w stylu wolnym. Olimpijczyk z Londynu 2012, gdzie zajął siódme miejsce w kategorii 55 kg.
Piąty na mistrzostwach świata w 2011. Piąty na mistrzostwach Europy w 2008, 2010, 2012, 2018 i 2020 roku.